# Hermann Allmers
Pour les articles homonymes, voir Allmers.
Hermann Ludwig Allmers (né le 11 février 1821 à Rechtenfleth, aujourd'hui dans la commune de Sandstedt, mort le 9 mars 1902 à Rechtenfleth) est un écrivain allemand. Il est le « poète des Marschen » et décrit la culture et les paysages de son pays natal au nord-ouest de l'Allemagne.

## Biographie
Hermann Allmers est l'enfant de parents bourgeois, son père vient d'une famille de paysans notables d'Osterstade (de) et sa mère est la fille d'un pasteur de Sandstedt. Ils l'élèvent dans un christianisme éclairé et n'apprécient pas l'école d'Osterstade, font appel à un précepteur et Hermann se donne aussi une culture par lui-même. Il s'intéresse à l'histoire naturelle, en particulier la botanique tropicale. Son précepteur l'initie à l'Antiquité et à l'Histoire, notamment de sa région. Son père lui permet plusieurs voyages dans les Alpes et au nord de l'Italie. Ses premiers écrits et poésies connaissent un succès dans les journaux de Brême.
Dans les années 1840, Hermann Allmers travaille principalement dans le domaine de l'enseignement public (création d'une chorale et une bibliothèque publique), alors que sa motivation est politique (il soutient le Vormärz). Après la mort de son père en 1849, il reprend la ferme familiale.
Au cours de ses voyages, il rencontre de nombreuses personnalités. Il fait la connaissance de Friedrich Ludwig Jahn à Freyburg en 1845. Pendant un long séjour à Berlin en 1856, il se lie avec le géographe Carl Ritter et l'historien Franz Theodor Kugler. Ritter l'encourage dans ses travaux sur la végétation du nord de l'Allemagne.
Lors d'un second voyage dans les Alpes en 1856, il rencontre ensemble à Zurich les écrivains Adolf Stahr et Fanny Lewald. Allmers est introduit dans une loge maçonnique de Brême. En 1858, il publie ses écrits sur les Marschen du Weser et de l'Elbe. Ce livre attire l'attention de Wilhelm Heinrich Riehl, le fondateur du "folklore scientifique" qui le fait entrer dans la Königliche Tafelrunde avec Emanuel Geibel.
En 1858, Allmers part pour un voyage de quinze mois en Italie pendant lequel Ernst Haeckel deviendra un grand ami. À Rome se rassemble autour de lui des artistes allemands qui se retrouvent dans un café de la Piazza Colonna. Il écrira un livre sur ses flâneries dans la ville.

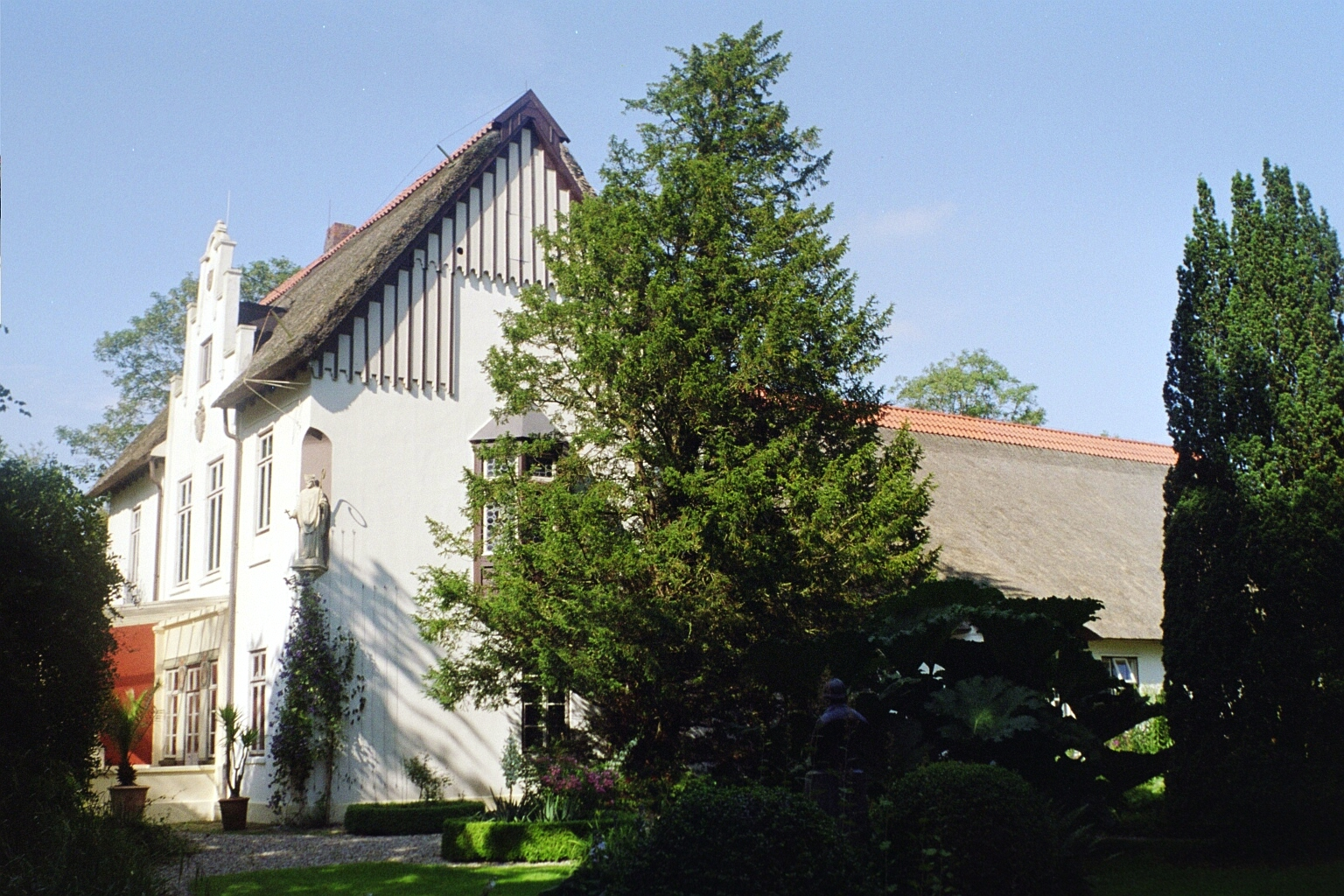
Maison de Hermann Allmers

En 1860, Hermann Allmers revient à Rechtenfleth et construit une nouvelle maison et un nouveau jardin avec ses amis artistes comme le sculpteur Diedrich Samuel Kropp (de). À l'intérieur, il crée des pièces reflétant sa vision du monde comme une salle qui s'inspire de Rome et une autre des marschen. Le peintre Arthur Fitger représente l'Antiquité, Heinrich von Dörnberg (de), Erwin Küsthardt (de) (d'après Otto Knille) et Hugo Händler composent d'autres tableaux s'inspirant des paysages nord-allemands.
Alors qu'en 1862 dans le Royaume de Hanovre se met en place un catéchisme luthérien orthodoxe, Allmers se bat pour le christianisme éclairé dans lequel il a été élevé et participe en 1863 à un synode représentant les laïcs. Il se prononce pour des églises de style néogothique. Dans son recueil de poésie Fromm und Frei (1889), il tend vers une interprétation dogmatique du christianisme.
Il est souvent invité par le peintre Georg Müller vom Siel (de) dans sa résidence. Il y rencontre les écrivains Georg Ruseler (de) et Wilhelm von Busch (de), les peintres Arthur Fitger, Ludwig Fischbeck (de) et Marie Stein-Ranke (de). Allmers entretient une correspondance de 11000 lettres qui va de lauréats du Prix Nobel à des prisonniers. Il est un ami et mécène des arts et de la culture de son pays natal.
Pour ses 80 ans, l'Université de Heidelberg lui remet un doctorat honorifique en philosophie. Franz von Lenbach peint son portrait, Harro Magnussen fait un buste.
Allmers décède le 9 mars 1902, après une brève maladie. Il repose dans un caveau créé en 1852 au cimetière de Rechtenflether.

## Œuvre
Très connu à la fin du XIXe siècle, Hermann Allmers est aujourd'hui oublié en dehors du nord-ouest de l'Allemagne, son œuvre jugé obsolète et trop formaliste comme d'autres écrivains de son temps Friedrich von Bodenstedt, Julius Grosse ou Paul Johann Ludwig von Heyse.
Ses livres les plus connus sont Le livre des Marschen et son Voyage en Italie (le plus connu après Goethe)

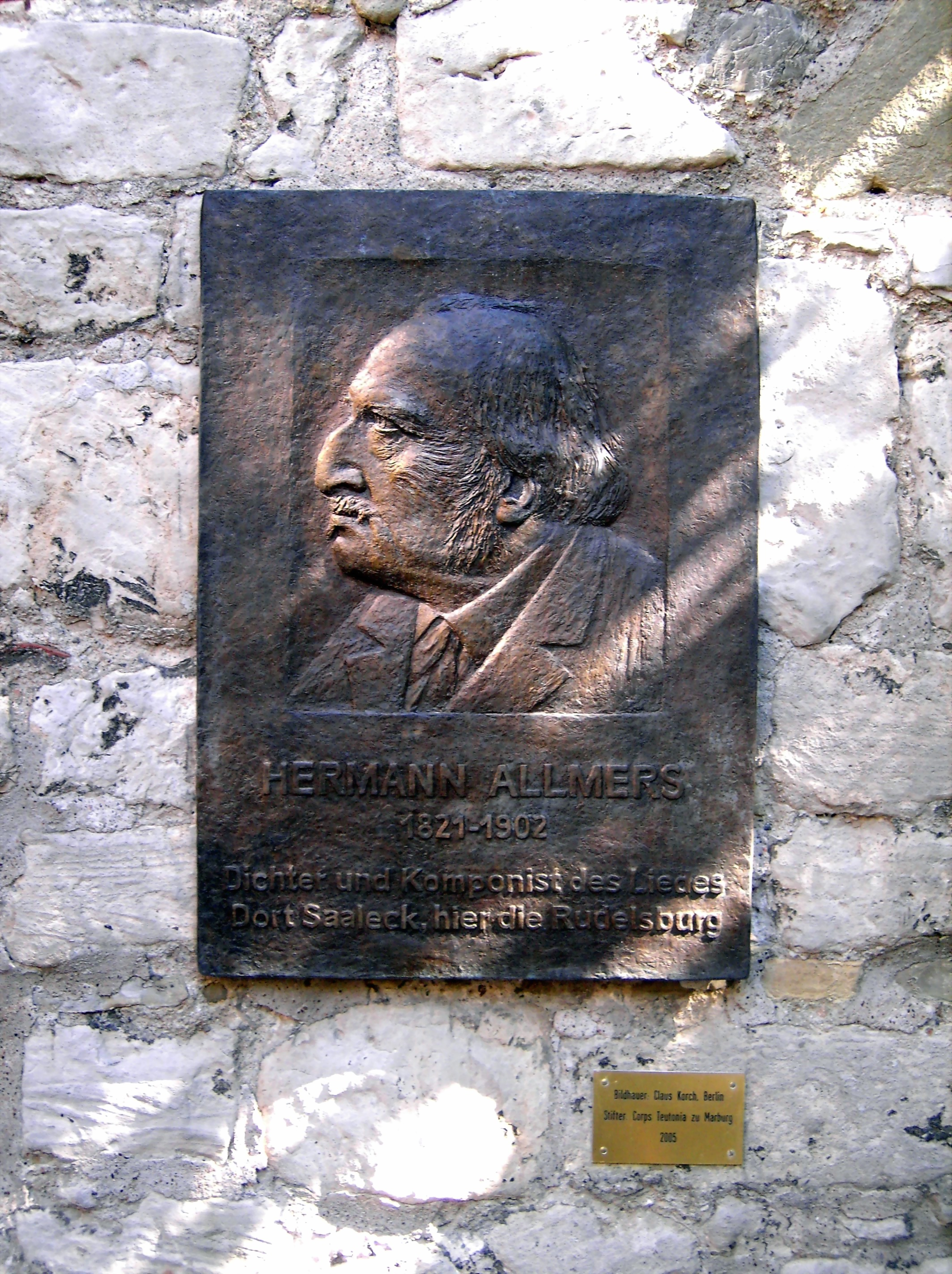
Monument à Rudelsburg

Sa poésie la plus connue est Dort Saaleck, hier die Rudelsburg (1846) qu'il compose après une balade à Rudelsburg (de) avec des étudiants de Iéna et de Halle dans des ruines au-dessus de la Saale. Ce lieu attire les étudiants les années suivantes qui en font aussi une chanson et devient un site touristique.
Johannes Brahms met en musique deux poèmes de Hermann Allmers : Feldeinsamkeit (op. 86 Nr. 2) et Spätherbst (op. 92 Nr. 2).

### Sélection
- Marschenbuch. Land- und Volksbilder aus den Marschen der Weser und Elbe. 1858.
- Römische Schlendertage. 1868.
- Römischer Wandkalender deutscher Nation. 1884–1895.
- Fromm und Frei. 1889.